# Flore commensale
Pour les articles homonymes, voir Flore (homonymie).

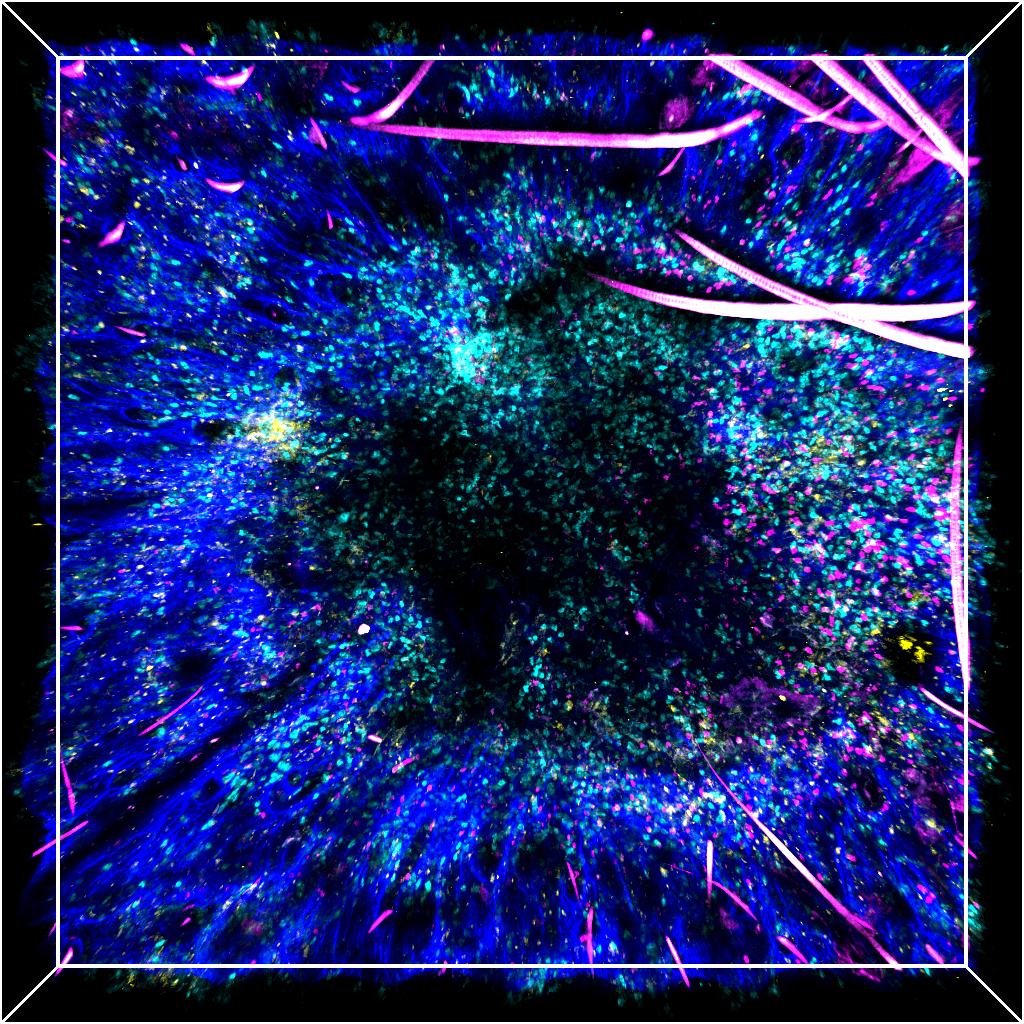
Vue au microscope de la réponse immunitaire à une bactérie de la flore commensale de la peau d'une souris.

La flore commensale est un ensemble complexe de bactéries, protozoaires, virus et champignons se situant sous la couche superficielle de la peau, le microbiote cutané, et sur une grande partie des muqueuses, entretenant des relations de commensalisme. Elle est présente dès la naissance et se régénère rapidement.

## Fonction
Elle joue un rôle majeur dans le processus de digestion et les équilibres des épithélia (pH, biofilm, synthèse de vitamine, digestion de la cellulose...). Elle assure également un rôle primordial dans le contrôle des infections et le système immunitaire (plus spécifiquement au niveau de l'ante-immunité) en limitant la prolifération des agents pathogènes.

## Composition
La nature de la flore commensale est différente selon les espèces, et dépend, entre autres, de l'alimentation. Il est difficile de connaître avec précision sa composition.
On peut y trouver, entre autres, et selon les endroits :
- de nombreuses espèces anaérobies,
- des entérocoques,
- des pseudomonas, dans les fosses nasales ...